# Nigol Andresen

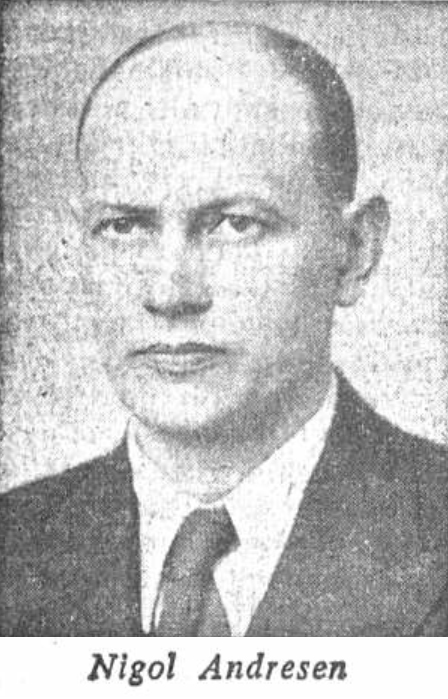
Nigol Andresen (1941)

Nigol Andresen (ur. 2 października 1899 w Gminie Haljala, zm. 24 lutego 1985 w Tartu) – estoński polityk, przewodniczący Prezydium Rady Najwyższej Estońskiej SRR w latach 1946-1949.
Z zawodu nauczyciel. Działał w Estońskiej Socjalistycznej Partii Robotniczej i Estońskim Związku Socjalistycznej Młodzieży, 1932-1937 był członkiem estońskiego parlamentu. Działacz marksistowskich związków zawodowych. W 1940 został ministrem spraw zagranicznych w rządzie Johannesa Varesa. Po aneksji Estonii przez ZSRR został ludowym komisarzem oświaty. 1940-1946 zastępca przewodniczącego Rady Komisarzy Ludowych Estońskiej SRR. W 1941 uciekł w głąb ZSRR, wrócił do Estonii w 1944. Od 29 listopada 1946 był tymczasowym przewodniczącym Prezydium Rady Najwyższej Estońskiej SRR. 24 marca 1950 aresztowany i skazany na 25 lat więzienia, jednak w 1955 został zwolniony na fali "odwilży" politycznej w ZSRR. Po zwolnieniu zajmował się publikowaniem rozpraw na temat marksizmu i krytyką literacką.